# Вакалюк, Мария Георгиевна
Мария Георгиевна Вакалюк (укр. Марія Георгіївна Вакалюк; 31 декабря 1932, Мытков, Черновицкая область — 7 августа 2024, Черновцы) — новатор сельскохозяйственного производства, общественная деятельница. Герой Социалистического Труда. Почетный ветеран Украины.

## Биография
Родилась в бедной крестьянской семье 31 декабря 1932 года. В 1948 году возглавила комсомольско-молодёжное звено в созданном колхозе. В 1951 году её звено собрало по 629 центнеров сахарной свеклы с га, и она была удостоена звания Героя Социалистического Труда. Закончила Черновицкую школу по подготовке председателей колхозов, биологический факультет Черновицкого государственного университета. Работала в Черновцах на опытной станции, председателем профсоюза, в химлаборатории и объединении «Облсельхозхимия».
Умерла 7 августа 2024 года в Черновцах в возрасте 91 года.

## Награды
- Золотая медаль «Серп и молот».
- Орден Ленина.
- Медаль «За доблестный труд. В ознаменование 100-летия со дня рождения Владимира Ильича Ленина».
- Медаль «Ветеран труда».
- Медаль «60 лет Победы в Великой Отечественной войне 1941—1945 гг.».
- Медаль «На славу Черновцов».
- Знак отличия «Почётный ветеран Украины».